# الصراع العرقي في فلسطين الانتدابية
الصراع الطائفي في فلسطين الانتدابية هو الصراع المدني والسياسي والمسلح بين العرب الفلسطينيين واليهود خلال الاحتلال البريطاني لفلسطين الانتدابية، بدءا من امتداد الحرب الفرنسية السورية العنيفة في عام 1920 وحتى حرب فلسطين عام 1948.
مع ازدياد هجرة ليهود صهاينة من أوروبا لفلسطين، ظهر مناوشات بين اليهود والعرب، واستمرت مطالبة العرب بوقف الهجرة اليهودية، ومن أشهر الحركات التي دعَت بريطانيا لوقف دعمها للهجرة اليهودية، كانت الجمعية الإسلامية المسيحية.

## السياسات الأوروبية المؤسسة والهجرة الصهيونية

### تقسيمات سايكس بيكو و"المنطقة البنية" في فلسطين
يصف المؤرخ الإسرائيلي فيريت ماير كيف أن نزاعًا مع الإمبراطورية العثمانية حول الحدود الشرقية لمصر انتهى في عام 1906 عندما تم إعادة رسم الحدود على طول خط رفح-العقبة، مما أدى إلى زيادة الأهمية الاستراتيجية "لمنطقة الداخل في سيناء وفلسطين الغربية والشرقية على الأقل حتى خط عكا-درعا".
تمت مناقشة فلسطين بين أعضاء مختلفين من الخدمة المدنية البريطانية. اللورد كتشنر، الذي تم تعيينه مؤخرًا وزير الدولة لشؤون الحرب، تم استدعاؤه من منصبه كقنصل عام في مصر؛ ناقش سكرتيره أوزوالد فيتزجيرالد الأمر مع رونالد ستورز، السكرتير الشرقي في القاهرة، الذي كتب في 28 ديسمبر 1914: "قد تكون إدراج جزء من فلسطين في الحماية المصرية [مع جعل القدس مدينة حرة] حلاً ممكنًا... [وسيؤدي ذلك إلى جعل] التغلغل اليهودي في فلسطين... أقل وضوحًا وإزعاجًا لحساسيات المسلمين وحتى بعض العناصر في العالم المسيحي".
بعد اتفاقية القسطنطينية، اقترب الفرنسيون من البريطانيين بهدف تحديد رغباتهم المتبادلة، وقام البريطانيون في 8 أبريل 1915 بإنشاء لجنة دي بونسون لدراسة الخيارات البريطانية. لم يتم النظر في الصهيونية من قبل تقرير اللجنة الذي قُدم في يونيو 1915، والذي خلص إلى أنه في حالة التقسيم أو خيارات مناطق النفوذ، يجب أن تكون هناك منطقة نفوذ بريطانية تشمل فلسطين مع الاعتراف بأن هناك مصالح فرنسية وروسية بالإضافة إلى مصالح إسلامية في القدس والأماكن المقدسة.
في 12 يناير 1916، في مذكرة تعلق على مسودة الاتفاق، انتقد ويليام ريجينالد هول، مدير الاستخبارات البحرية البريطانية، الاتفاق المقترح على أساس أن "لليهود مصلحة مادية قوية، ومصلحة سياسية قوية جدًا في مستقبل البلاد" وأنه "في المنطقة البنية يجب أخذ مسألة الصهيونية، وأيضًا مسألة السيطرة البريطانية على جميع سكك الحديد الفلسطينية، لصالح مصر، بعين الاعتبار".
تم إرسال مارك سايكس بتوجيهات من مكتب الحرب في بداية يونيو لمناقشة نتائج اللجنة مع السلطات البريطانية في الشرق الأدنى والشرق الأوسط، وفي نفس الوقت لدراسة الوضع على الأرض. ذهب إلى أثينا، جاليبولي، صوفيا، القاهرة، عدن، ثم إلى الهند، وعاد إلى البصرة في سبتمبر، وزار القاهرة مرة ثالثة في نوفمبر (حيث تم إبلاغه بمراسلات مكماهون-حسين) قبل العودة إلى بلاده في 8 ديسمبر وأخيرًا تقديم تقريره إلى لجنة الحرب في 16 ديسمبر.

### الصهيونية في ظل الإنتداب البريطاني
بعد فصل الأيالات من الدولة العثمانية وإنتداب بريطانيا نفسها على فلسطين، قدمت المنظمة الصهيونية العالمية مسودة قرار ليؤخذ في عين الإعتبار ضمن إعلان نتائج اجتماع دول الحلفاء بعد الحرب العالمية الأولى، فصدر عن المؤتمر الإعتراف بلقب "يهودية" الأرض في فلسطين، وتحديد لحدود (أوسع من تلك التي سبقت سايسكس-بيكو) بالإضافة إلى الإنتداب البريطاني على فلسطين. تمخض عن مؤتمر باريس إجتماع سان ريمو في 1920 الذي جعل الإنتداب -والسياسات التي اقترحها الصهاينة- حقيقة في 1923.
وفي ما يوصف كإستجابة للمطالب المعارضة للهجرة الصهيونية والمخاوف منها، قامت الإمبراطورية البريطانية بصياغة سياستها عام 1939 فيما عُرف بالكتاب الأبيض ودعت الوثيقة إلى إقامة وطن قومي لليهود في دولة فلسطينية مستقلة في غضون 10 سنوات، رافضة فكرة لجنة بيل بتقسيم فلسطين. وضعت حدودا لأعداد المهاجرين اليهود وما يسمح لهم بشراءه من الأراضي. رفضت الجماعات الصهيونة وقادت حملة من الهجمات على ممتلكات حكومة الإنتداب استمرت لعدة أشهر ورفضها ممثلوا الأحزاب العربية الفلسطينية بزعامة الحاج محمد أمين الحسيني، بينما كان حزب الدفاع الوطني مستعدا لقبول الكتاب الأبيض.